# Achille Guzzardella
Achille Guzzardella (Milano, 3 settembre 1955) è uno scultore italiano.

## Biografia
Si è laureato in architettura presso il Politecnico di Milano nel 1979 concludendo parallelamente nello stesso anno il corso serale di scultura della Scuola Artefici di Brera. Nel 1984 si diploma in architettura presso l'Accademia di Belle Arti di Brera, nel corso di scultura.
Tra gli anni '80 e '90 temi della sua arte scultorea e pittorica sono stati quelli cosiddetti: "I Pomoni Amanti" , "Acque e Fondali", "Uomini Soli e Fantasmini". Alternando i suoi lavori di scultura a quelli di pittura realizza alcune opere incisorie, prediligendo la tecnica della punta secca. I temi più trattati sono quelli a carattere mitologico e sacro e di carattere introspettivo e surreale. Negli ultimi anni il suo lavoro assume un carattere fortemente espressionista.
Ha partecipato a numerose mostre collettive. La sua prima mostra personale è del 1981, tenutasi presso la Galleria Valentini, a Milano, alla quale sono seguite la mostra antologica nel 1996 presso il Museo civico di Crema, la mostra personale del 1997 presso il Civico Museo Archeologico di Milano e la mostra antologica nel 1998 presso il comune di Rimini.
Dopo la sua prima mostra personale e dopo alcune mostre collettive, comincia ad instaurare legami di conoscenza od amicizia con personalità dell'arte e della cultura italiana, alcune delle quali verranno da lui ritratte nel corso degli anni Ottanta e Novanta. Dopo una lunga carriera  è  andato in pensione dal Liceo artistico di Brera a Milano.
Scrive sulla pagina dell'arte della rivista on-line CorriereBit.com, e sulla rivista Arte e Fede.com

## Opere
- Nel 1993 dona quattro opere di grafica al museo moscovita Puskin, inaugura a Grado il suo primo monumento pubblico e colloca nell'Istituto di Ipnologia e Profilassi Preventiva del Ministero della Sanità, a Mosca, un busto, il ritratto di Marco Marchesan.
- Nel 1994 due sue opere entrano a far parte della Collezione d'Arte Sacra dei Musei Pontifici.
- Nel 1995 altre sue opere di grafica vengono accolte nel Museo dell'Ermitage di San Pietroburgo ed ancora nel Museo Puskin di Mosca.
- Nel 1996 quattro sue opere sono collocate al Museo Civico di Crema.
- Nel 1997 una sua scultura raffigurante "Robert Lawrance Balzer" viene collocata nel Culinary Institute of America a Napa Valley, in California.
- Nel 1998 a Monza, alla nuova residenza anziani Don Angelo Bellani, viene collegato un tondo bronzeo raffigurante il Presidente dell'Opera Pia Angelo Frego, e a Fiumerapido, in provincia di Frosinone, nella scuola media, viene collocato un busto bronzeo raffigurante il martire del Risorgimento Italiano Angelo Santilli.
- Nel 1999, a Milano, vengono collocati, alla Casa per il Clero di San Tommaso, un busto bronzeo raffigurante Papa Paolo VI; nella Chiesa di Sant'Angelo, sull'altare della cappella dei Santi Agata e Omobono, una crocifissione; sempre nella Chiesa di Sant'Angelo, però nella cappella di San Michele Arcangelo, un crocifisso del 1983; nel Tempio Civico di San Sebastiano, in un'apside, l'opera "Cristo e l'Angelo", sempre del 1983, e a Sotto il Monte Giovanni XXIII, in provincia di Bergamo, nel Museo Camaitino, più precisamente nel Santo Sepolcro, un busto bronzeo raffigurante Papa Giovanni XXIII e la croce
- Nel 2000, sempre a Milano, vengono collocati Cristo Risorto, del 1980 e Madonna e bambino, del 1994 nella Basilica dei Santi Apostoli e Nazzaro Maggiore.
- Nel 2001, ancora a Milano, scolpisce, nella basilica di Sant'Angelo, un Cristo in Croce con il bronzo, per la Chiesa di Santa Maria Bianca della Misericordia, detta anche abbazia di Casoretto; e usando la cera, la testa ed il volto di suo figlio Amedeo.
- Nel 2008 realizza una medaglia su Monsignor Ravasi, voluta dal Rotary International/Rotary Club.
- Altre sue opere, a carattere sacro, si trovano: a Milano (Chiesa di Santa Maria presso San Satiro, nel Battistero del Bramante "Crocifissione" - Chiesa di Santa Croce).